# الهجمات الصاروخية على سوريا 2018
عملية قصف دمشق وحمص في سنة 2018، المُسماة أيضًا العدوان الثلاثي على سوريا 2018 وفق أرشيف الحكومة السورية، هي عمليّة عسكريّة جويّة نفّذتها القوات الأمريكيّة والفرنسيّة والبريطانيّة على عدد من المواقع في سوريا في 14 نيسان/ أبريل 2018، وقال الغرب أنها جاءت لمعاقبة النظام السوري على الهجوم الكيماوي المُتهم بتنفيذه في دوما بالغوطة الشرقيّة قبل أسبوع من هذه العملية. اقتصرت آثار الضربة على أضرار مادية بعد اعتراض الدفاعات الجوية السورية لمعظم الصواريخ وكون الضربات جاءت على مواقع فارغة بحسب المرصد السوري لحقوق الإنسان والجيش الروسي في حين أكد البنتاغون استهداف 3 مواقع هي مركز أبحاث علمية في مدينة دمشق كان يستخدم لاختبار الأسلحة الكيماوية والبيولوجية رجح وقوعه في حي برزة بحسب شهود عيان، إلى جانب مخزن للسلاح الكيميائي وبالتحديد غاز السارين غرب حمص، ومنشأة تضم السلاح الكيميائي.

## الخلفية
في 7 أبريل 2018، وقع هجوم كيميائي في مدينة دوما السورية، تسبب بمقتل ما لا يقل عن 70 شخصا، واتهم النظام السوري بتنفيذه. وأثار الحادث إدانة واسعة النطاق من عدد من الدول. وأثار حلولا تنافسية من قبل مجلس الأمن الدولي بشأن كيفية التعامل مع الرد عليه، خصوصا من طرف الولايات المتحدة.
على غرار الأحداث السابقة، اتهمت فرنسا والمملكة المتحدة والولايات المتحدة ودول أخرى نظام الأسد بأنه مسؤول عن استخدام الأسلحة الكيميائية. ونفت روسيا وإيران، وهما الحليفان الرئيسيان للحكومة السورية، استخدام أسلحة كيميائية، زاعمين أنها كانت هجوما كاذبا. وزعمت روسيا أن شريط الفيديو للهجوم الكيميائي أنتجه أعضاء من منظمة الخوذ البيضاء.
في مايو 2017، قال الرئيس الفرنسي إيمانويل ماكرون إن استخدام الأسلحة الكيميائية في سوريا سيكون خطا أحمر يتطلب انتقاميا فوريا. واستشهدت فرنسا والولايات المتحدة بعينات إيجابية من البول والدم جمعت كدليل على استخدام الكلور في دوما.
في الساعات الأولى من يوم 9 أبريل 2018، شنت غارة جوية على قاعدة التياس العسكرية الجوية في سوريا. ونفت الولايات المتحدة إطلاق الضربة الجوية، ورفضت متحدثة إسرائيلية التعليق على ذلك.
في 10 أبريل، عقد اجتماع طارئ لمجلس الأمن التابع للأمم المتحدة، حيث عرضت الحلول المتضاربة بشأن كيفية التعامل مع الرد على الهجوم الكيميائي واستخدم في نهاية المطاف حق النقض. وبحلول 11 أبريل، بدأت كل دولة من الدول الغربية في النظر في العمل العسكري في سوريا سعيا وراء «استجابة مشتركة قوية».
وفي 11 أبريل، قالت الحكومة السورية إنها دعت منظمة حظر الأسلحة الكيميائية إلى التحقيق في مواقع الهجمات. ونقلت وكالة الأنباء السورية الرسمية عن مصدر مسؤول في وزارة الخارجية قوله «إن سوريا حريصة على التعاون مع منظمة حظر الأسلحة الكيماوية لكشف الحقيقة وراء المزاعم التي تفيد بأن بعض الأطراف الغربية كانت تروجها لتبرير نواياها العدوانية».
في 13 أبريل، وبعد أن نفت روسيا وجود أي أثر للكيميائي في دوما، اتهمت روسيا بريطانيا بأن الأخيرة «تورطت بشكل مباشر في الاستفزاز» ومارست ضغوطاً على الخوذ البيضاء «لممارسة هذا الاستفزاز المعد سلفا». أي أن روسيا زعمت أن بريطانيا «شاركت في تلفيق ما يشتبه في أنه هجوم كيماوي في مدينة دوما السورية».

## العمل العسكري

### القوات المشاركة
نفذت هذه الضربات قوات الولايات المتحدة والمملكة المتحدة وفرنسا. ونفذت الضربات بواسطة صواريخ كروز انطلقت من السفن وكذلك بواسطة طائرات. القوات البريطانية تألفت من أربع طائرات من طراز تورنادو جي آر 4 مسلحة بصواريخ ستورم شادو.
ردت سوريا باستخدام نظم الدفاع الجوي لديها.، وتصدت للهجمة باستخدام صواريخ سام 3 وس-200 وسام 6 وصواريخ بوك، وهي أنظمة سوفيتية الصنع، وهو ما كشفته وزارة الدفاع الروسية.

### الضربات
أعلن الرئيس ترمب ضربات ضد النظام السوري، إلى جانب فرنسا والمملكة المتحدة. وقال ترامب إن «أمريكا لا تسعى إلى وجود لأجل غير مسمى في سوريا تحت أي ظرف من الظروف»، في الوقت الذي أشار فيه إلى أن سلسلة متواصلة من الضربات كان ممكنا. سمع دوي انفجارات في دمشق، عاصمة سوريا، مباشرة بعد إعلان ترامب.
وقال رئيس هيئة الأركان المشتركة جوزيف دانفورد إن ثلاثة مواقع تعرضت لضربة: مركز أبحاث في دمشق ومنشأة لتخزين الأسلحة الكيميائية بالقرب من حمص ومنشأة لتخزين المعدات ومركز للقيادة أيضا بالقرب من حمص. وأفادت وزارة الدفاع في المملكة المتحدة بأن 4 طائرات من طراز بانافيا تورنادو من القوات الجوية الملكية نُشرت لقصف مواقع الأسلحة الكيميائية في سوريا.
وأفادت التقارير أيضا بقصف قاعدة لحزب الله بالقرب من الحدود السورية-اللبنانية.
قال وزير الدفاع الأمريكي جيمس ماتيس في مؤتمر صحافي إن ضعف عدد الأسلحة المستخدمة في الضربة الأولى يفوق عدد الأسلحة التي استخدمت في هجوم صواريخ الشعيرات عام 2017. ووفق هيئة الأركان العامة للقوات المسلحة الروسية فإن التحالف الغربي قصف سوريا بـ103 صواريخ. وتمكنت وسائط الدفاع الجوي للجيش السوري من اعتراض 71 صاروخا.

## الآثار

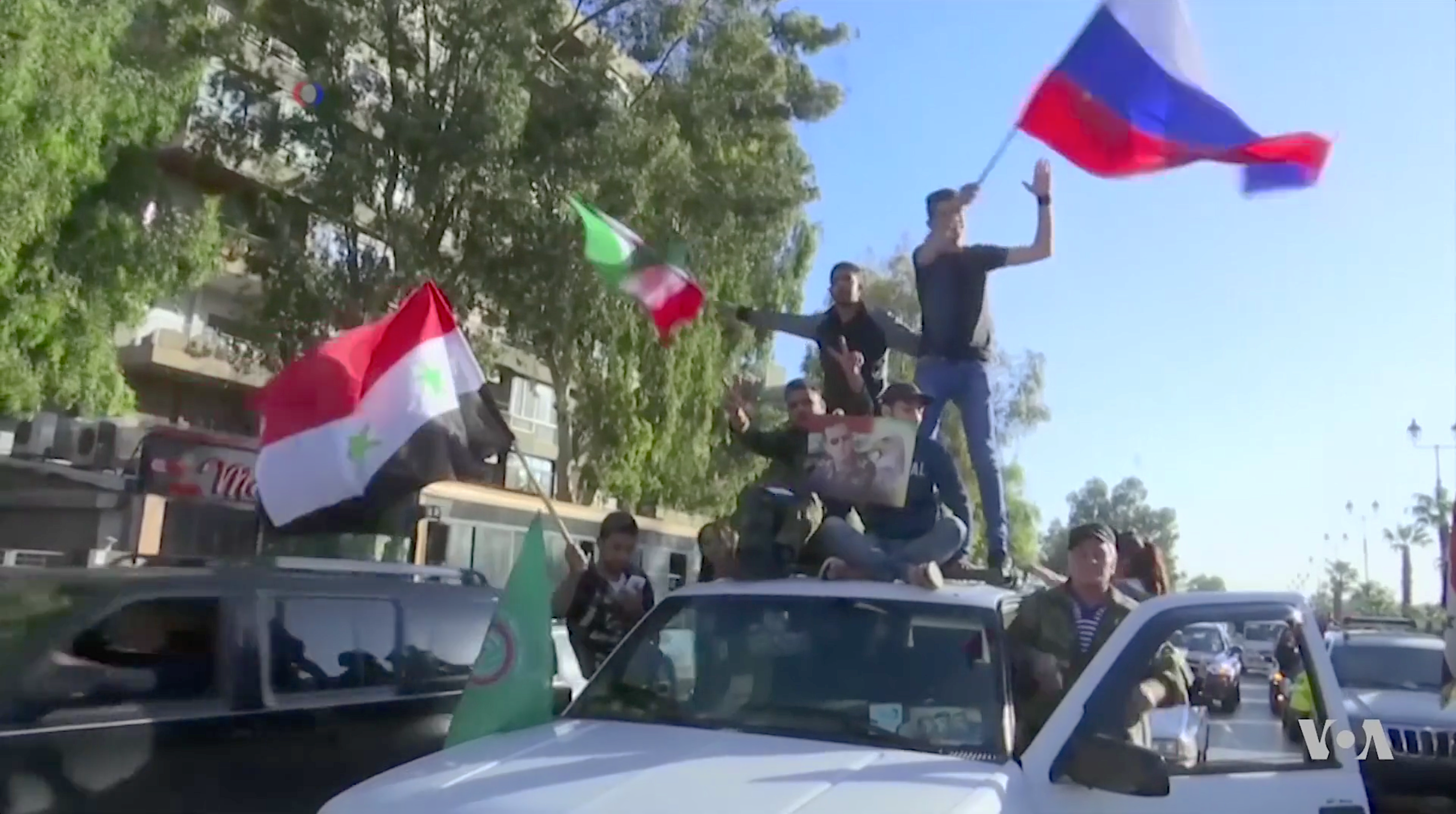
سوريون موالون للحكومة يتظاهرين بأعلام سورية وإيرانية وروسية في أعقاب الهجمات

نقلت وكالة فرانس 24 بياناً للجيش الروسي أعلن به عدم وقوع ضحايا من المدنيين والعسكريين جراء الضربات العسكرية الأمريكية والفرنسية والبريطانية على المواقع العسكرية السورية. وقال المرصد السوري لحقوق الإنسان لوكالة فرانس 24 أن «كافة المراكز التي استهدفت بالقصف فجر السبت كانت فارغة تماما بعدما تم سحب العناصر التي كانت موجودة فيها قبل أكثر من ثلاثة أيام». كذلك، نقلت رويترز عن مصادرها بأن الحكومة السورية وحلفاءها «استوعبوا» الضربة وأن المواقع المستهدفة كانت فارغة. كذلك شوهدت أعداد من السوريين المتظاهرين في دمشق وهم يشجبون الهجوم ويحتفلون بما أسموه «فشل العدوان الثلاثي على سوريا». كذلك نقلت صحيفة اليوم السابع خبر احتشاد «آلاف المواطنين السوريين في ساحة سعد الله الجابري في حلب تنديدا بالعدوان الثلاثي الأمريكي البريطاني الفرنسي على سوريا، مؤكدين على دعمهم وثقتهم في الجيش العربي السوري».

## ردود الأفعال

### القوى المتحاربة
- سوريا:
  -  الحكومة السورية: أدانت سوريا الهجمات على أراضيها، وقالت بأنها يشكل انتهاكاً سافراً للقانون الدولي ومبادئ ومقاصد ميثاق الامم المتحدة. كما أكدت بأن السبب الرئيسي وراء هذه الهجمات هو الإحباط الذي أصاب الدول المشاركة بسبب فشل مشروعهم التآمري.[52]
  -  المعارضة السورية: قال نصر الحريري، زعيم المعارضة السورية الذي يقود لجنة المعارضة في مفاوضات الأمم المتحدة الجارية، إن الهجوم قد يثني النظام السوري عن استخدام الأسلحة الكيماوية، ولكن يمكن أيضا أن يدفع «تصعيدات انتقامية» من قبل القوات الحكومية ضد السوريين، وحذر من أن المجتمع الدولي بحاجة إلى إيجاد «حل سياسي» لإنقاذ سوريا.
- المملكة المتحدة: ذكرت رئيسة الوزراء البريطانية تيريزا ماي، أثناء إعلانها الضربات، أنه «لا يوجد بديل عملي لاستخدام القوة» للتعامل مع استخدام الحكومة السورية للأسلحة الكيميائية.[45]
- فرنسا: قال الرئيس إيمانويل ماكرون في بيان يوم 14 نيسان / أبريل إن «الخط الأحمر الفرنسي قد تم تجاوزه» في إشارة إلى الهجمات السابقة على دوما. وقال إن الحكومة السورية قامت «بلا شك» بتنفيذ الهجوم ووصف الضربات بأنها تهدف إلى وقف إنتاج الأسلحة الكيماوية السورية.[36]
- الولايات المتحدة: ذكرت صحيفة نيويورك تايمز أن ردود الفعل اندلعت في البداية بين خطوط حزبية، حيث كان أعضاء الحزب الجمهوري –وهو حزب الرئيس دونالد ترامب– داعمين بشكل عام، بينما كان للديمقراطيين رأي انتقادي.[53] وأشاد الجمهوريون توم كوتون وأورين هاتش بالضربات الجوية.[54] أعلن عضو مجلس الشيوخ الديمقراطي تيم كين أنه سيكون للهجوم نتائج عكسية، وحذر من أن ترامب متلهف للغاية للحرب.[55] وعلى الرغم من أن مشرعين آخرين، وبخاصة الديمقراطيين، يؤيدون بشكل عام توجيه ضربة محدودة لمعاقبة الأسد على استخدام أسلحة كيميائية محظورة، فإنهم انتقدوا إدارة ترامب لعدم سعيها للحصول على موافقة الكونغرس ولعدم امتلاكها «إستراتيجية متماسكة في سورية».[54]

### الدول الحليفة لسوريا
- إيران: أدانت وزارة الخارجية الهجوم الصاروخي وقالت أنه «لا يوجد أدلة» على مسؤولية سوريا عن الهجمات الكيميائية في دوما، وانتقدت الولايات المتحدة لقيامها بالهجوم قبل تحقيق منظمة حظر الأسلحة الكيميائية.[56] وصف علي خامنئي المرشد الأعلى للثورة الإسلامية كلاً من ترامب وماي وماكرون بأنهم «مجرمون» وحذرهم بأنهم «لن يجنوا شيء» من الهجمات.[5]
- روسيا: شجبت روسيا الضربات على سوريا، وقال الرئيس الروسي، فلاديمير بوتين، السبت، إن الضربة التي استهدفت سوريا تعتبر عدوانا ضد دولة ذات سيادة و«في طليعة مكافحة الإرهاب».[57]

### باقي أعضاء حلف الناتو
- ألبانيا: دعم بقوة وزير الخارجية [الإنجليزية] دتمير بوشاتي الضربات الجوية وصرح «إن استخدام الأسلحة الكيميائية ضد المدنيين يشكل هجوماً بشعاً على البشرية» وإن «استخدام الأسلحة الكيميائية هو انتهاك للمعايير الدولية ويجب ألا يمر دون عقاب»، فيما عبر رئيس ألبانيا إيلير ميتا عن دعمه للتدخل العسكري للولايات المتحدة وفرنسا وبريطانيا وصرح «نحن نؤيد حلفائنا وتصميم الرئيس ترامب للدفاع عن الشعب وحقوق الإنسان وأي عمل يعاقب الأعمال البربرية»[35][58][59]
- بلغاريا: دعمت وزيرة الخارجية ايكاترينا زاخارييفا [الإنجليزية] الضربات الجوية فيما طالبت بتخفيض التوتر[60]
- كندا: أيد رئيس الوزراء جاستن ترودو الضربات في بيان له قائلاً: «تدين كندا بأشد العبارات الممكنة استخدام الأسلحة الكيميائية في هجوم الأسبوع الماضي في الغوطة الشرقية في سوريا. تؤيد كندا قرار الولايات المتحدة والمملكة المتحدة وفرنسا باتخاذ إجراءات لتقويض قدرة نظام الأسد على شن هجمات بالأسلحة الكيميائية ضد شعبه. سنواصل العمل مع شركائنا الدوليين لمواصلة التحقيق في استخدام الأسلحة الكيميائية في سوريا. يجب تقديم المسؤولين إلى العدالة.»”[61]
- كرواتيا: عبرت وزارة الخارجية [الإنجليزية] عن دعمها لشركائها وحلفائها في منع أي استخدام مقبل للاسلحة الكيميائية في سوريا.[62]
- جمهورية التشيك: قالت وزارة الخارجية [الإنجليزية] في بيان لها أن «جمهورية التشيك تتفهم العمل العسكري للولايات المتحدة وحلفائها في رسالة واضحة إلى أي أحد يرغب بالاستمرار بالهجمات الكيميائية في سوريا.» كما أوضحت الوزارة أن «مجلس الأمن لم يتمكن من اتخاذ تدابير فعالة لحل الوضع» وإدانة استخدام الأسلحة الكيميائية من قبل الحكومة السورية.[63] حذر وزير الخارجية مارتن ستروبنيكي في مؤتمر صحفي من البروباغندا الروسية [الإنجليزية] و‌الأخبار الكاذبة.[64]
- الدنمارك: قال رئيس الوزراء لارس لوكه راسموسن إنه كان هناك تأييد كامل للضربات التي يشنها حلفاء الدنمارك، موضحا أن «في الحرب هناك قواعد، وقد كسرها الأسد بشكل صارخ في دوما».[65]
- إستونيا: صرحت وزارة الخارجية في بيان لها بأن الضربة كانت رداً مناسباً على الاستخدام المتكرر للاسلحة الكيميائية.[66]
- ألمانيا: أعلنت المستشارة أنغيلا ميركل عن دعمها للضربات، واصفة إياها بالتدبير «الضروري والملائم».[67]
- اليونان: أعلنت وزارة الخارجية أن اليونان «تدين بلا تحفظ» استخدام الأسلحة الكيميائية وتدعم القضاء عليها، كما صرحت بأن على الأمم المتحدة إيجاد حل «مستدام» للصراع في سوريا.[68]
- إيطاليا: دعم رئيس الوزراء باولو جينتيلوني الضربات على الرغم من رفض حكومة تصريف الأعمال استخدام القواعد الجوية الإيطالية لمهام الهجوم المباشر على سوريا. كما أكد رئيس الوزراء أن هذه الضربة لا يمكن أن تكون بداية التصعيد. وأضاف رئيس الوزراء: «هذا هو في الواقع المفهوم الذي تكرره إيطاليا لأيام. بعد قرن من انتهاء الحرب العالمية الأولى، لا يمكننا الاستسلام لفكرة أن الأسلحة الكيميائية ستعود لاستخدامها في الصراعات. العواقب الإنسانية لهذه الأسلحة البشعة لا تتناسب مع حضارتنا. لقد رأيناها في هذه الأيام ولا يمكننا تحملها أكثر.»[69]
- بولندا: رحب الرئيس أندجي دودا بالأصداء الإيجابية للهجمات الليلية قائلاً بأنها «ضرورية» وأضاف: «لا يمكن للدول المحترمة أن تسمح بقتل الأبرياء بالأسلحة الكيماوية... نحن عضو في التحالف، عضو في حلف شمال الأطلسي، وبالطبع ندعم ونؤيد أعمال حلفائنا.»[70] أعلن وزير الخارجية أن المجتمع الدولي لا يمكن أن يبقى سلبياً في وجه الهجمات المتكررة بالأسلحة الكيميائية ضد المدنيين في سوريا[71] في بيان لوزارة الخارجية، دعت بولندا إلى الامتناع عن اتخاذ أي إجراءات يمكن أن تزيد من تصعيد الموقف.[72]
- رومانيا: أعلن الرئيس كلاوس يوهانيس أن رومانيا تدعم أفعال تحالف الولايات المتحدة والمملكة المتحدة وفرنسا.[73] كتب يوهانيس في تغريدة على تويتر: «تعيد رومانيا التأكيد على إدانتها لاستخدام الأسلحة الكيميائية في سوريا، وهو أمر يتجاوز أي مبررات. نحن نتضامن مع تصرفات شركائنا الاستراتيجيين.» [74]
- إسبانيا: صرح رئيس الوزراء ماريانو راخوي أنه في حين أن الهجمات كانت «مناسبة»، إلا أنها نتجت عن «شلل» مجلس الأمن، وإن عملية الانتقال السياسي فقط هي التي يمكنها إصلاح البلد في سوريا.[75]
- تركيا: اعتبرت تركيا، حسب وزارة خارجيتها، أن الضربات الغربية التي استهدفت النظام السوري تشكل «ردا مناسبا» على الهجوم الكيميائي المفترض الذي وقع قبل أسبوع في مدينة دوما بالقرب من دمشق.[5]

### الدول العربية
- الأردن: أبدت الحكومة الأردنية قلقها إزاء الضربة على لسان الناطق باسمها محمد المومني، حيث ذكر أن الحل السياسي للازمة السورية هو السبيل الوحيد بما يضمن استقرار سوريا ووحدة أراضيها.[76]
- السعودية: أكدت وزراة الخارجية السعودية على دعمها للهجمات الغربية على أهداف عسكرية سورية استخدمت لضرب الأبرياء من النساء والأطفال بالأسلحة الكيميائية المحرمة دوليا.[77]
- قطر: قالت قطر من خلال وزارة خارجيتها أنها تؤيد العملية العسكرية الأمريكية البريطانية الفرنسية على مواقع عسكرية محددة استخدمها الحكومة السورية للقيام بهجمات ضد الأبرياء.[78]
- العراق: عبرت الخارجية العراقية عن قلقها مما أسمته العدوان على الجارة سوريا، معتبرة أن عملا كهذا من شأنه أن يجر المنطقة إلى تداعيات خطيرة.[76]
- لبنان: ندد الرئيس اللبناني ميشال عون والأحزاب والشخصيات اللبنانية بالضربة، واصفًا ما حصل في سوريا بأنه لا يسهم في ايجاد حل سياسي للازمة.[76]
- مصر: أبدت وزارة الخارجية المصرية، قلقها البالغ إزاء الضربة العسكرية التي نفذّتها الولايات المتحدة وبريطانيا وفرنسا ضد أهداف سورية، فجر اليوم.[79][80][81]

### دول أخرى
- أستراليا: أيد رئيس الوزراء الأسترالي مالكولم تورنبول الغارات ووصفها بأنها «رسالة لا لبس فيها» للأسد.[74] وأشار تورنبول أيضا إلى أن «روسيا وغيرها من المؤيدين الرئيسيين لسوريا، إيران، يجب أن تمارس ضغوطا على النظام لإنهاء إساءة استخدامه للقانون الدولي وحقوق الإنسان.»[74]
- إسرائيل: أعلن وزير مجلس الوزراء يوآف غالانت أن الهجوم الأمريكي «إشارة مهمة إلى محور الشر-إيران وسوريا وحزب الله»[82] ووصف الأسد بأنه «ملاك الموت لمئات الآلاف من السوريين الأبرياء، ولا شك أن العالم سيكون مكانا أفضل بدون الأسد».[83]
- روسيا البيضاء: تدين وزارة الخارجية البيلاروسية الهجمات التي شنت على سوريا وتقول إن "الوضع في سوريا يتحول بالفعل إلى نزاع مسلح بين الدول، مما قد يؤدي إلى مزيد من التصعيد غير الخاضع للمراقبة التي قد تتجاوز المنطقة". وينبغي ألا يترك استخدام أسلحة الدمار الشامل المحظورة دون عواقب. ومع ذلك، ينبغي أن تستند الاستجابة إلى وقائع لا لبس فيها والتحقق منها وأن تمتثل امتثالا صارما للقانون الدولي. ولم تلاحظ أي من هذه المعايير من قبل أولئك الذين هاجموا سوريا اليوم. ونعتقد أن جميع أعضاء مجلس الأمن بالأمم المتحدة بحاجة إلى بذل كل جهد ممكن لإنجاز المهمة التي كلفهم بها المجتمع الدولي لاستعادة السلم والأمن الدوليين والحفاظ عليهما."[84]
- الصين: قالت الصين على لسان رئيسها بأن العمل العسكري في سوريا انتهاك للقانون الدولي ونحن نندد بالضربات بشدة.[45]
- كوبا: وشجبت الحكومة الكوبية الهجمات وقالت إن «الحكومة الثورية الكوبية تعرب عن تضامنها وتعاطفها مع شعب وحكومة سوريا للخسائر في الأرواح والأضرار المادية الناجمة عن هذا الهجوم الشنيع».[85]

### المنظمات الدولية
- الاتحاد الأوروبي: أكد رئيس المجلس الأوروبي دونالد توسك على دعم الاتحاد الأوروبي للضربات موضحاً «سنقف مع حلفائنا في جانب العدالة».[86]
- الناتو: دعم الأمين العام ينس ستولتنبرغ الهجمات في بيان له[87]
- الأمم المتحدة دعا الأمين العام أنطونيو غوتيريس إلى ضبط النفس من قبل جميع الدول وحث الأطراف على «تجنب أي أفعال قد تؤدي إلى تصاعد الوضع وتزيد من سوء معاناة الشعب السوري».[88]
- منظمة معاهدة الأمن الجماعي: أدان المجلس الدائم الضربات التي وصفها بأنها تخرق قواعد القانون الدولي وميثاق الأمم المتحدة.[89]

### منظمات سياسية وعسكرية محلية
- جيش الإسلام: كتب محمد علوش، وهو عضو رئيسي في ائتلاف جيش الإسلام،[90] أن الضربات العسكرية التي تقودها الولايات المتحدة في سوريا «مهزلة» ما دام الرئيس الأسد لا يزال في السلطة.[91]
- حماس: أدانت حكومة حماس في قطاع غزة القصف، وقالت إن «العدوان السافر على الأراضي السورية يهدف إلى تدمير قدراتها من أجل الحفاظ على وجود الكيان الصهيوني، وتمرير خططه».[92]
- حزب الله: أدان حزب الله بشدة الضربات الجوية الأمريكية والفرنسية والبريطانية على سوريا، مشيدا بالدفاع الجوي للجارة العربية لمواجهة الهجمات الصاروخية. ويقول البيان إن «حرب أمريكا ضد سوريا، وضد شعوب المنطقة وحركة المقاومة، لن تحقق أهدافها».[93]